# عبداللطیف عباس
عبداللطیف عباس (انگلیسی: Abdul Latif Abbas؛ زادهٔ ۱۸ آوریل ۱۹۵۳) دونده سرعت اهل کویت بود.